# Geisingen
Geisingen là một thị xã thuộc huyện Tuttlingen, trong bang Baden-Württemberg, nước Đức. Thị xã này nằm ở bên sông Danube, 13 km về phía tây nam của Tuttlingen, và 21 km về phía đông nam Villingen-Schwenningen.